# Фрипорт (Багамы)
Фрипорт (англ. Freeport) — город и зона свободной торговли на острове Большой Багама, расположенный примерно в 160 км (100 милях) к востоко-северо-востоку от Форта Лодердейл (южная Флорида). Город Фрипорт один из районов Багамских островов.

## История
В этих местах в 1700-х годах пираты неоднократно устраивали стоянки своих судов. В прибрежных зонах нередко возникали стихийные рынки, где предприимчивые торговцы по дешёвке скупали рабов и награбленное добро. После искоренения пиратства острова пришли в упадок.
В 1955 году Уоллесу Гроувзу (англ. Wallace Groves), финансисту из Виргинии, занимающемуся деревообрабатывающей промышленностью на острове, багамское правительство предоставило 200 км² (50 тыс. акров) болот и пустошей. На этой земле был построен город Фрипорт, который стал вторым по численности населения городом Багам после столицы, Нассау. Сам Фрипорт насчитывает 26 910 жителей (2010 г.).

## Административное деление

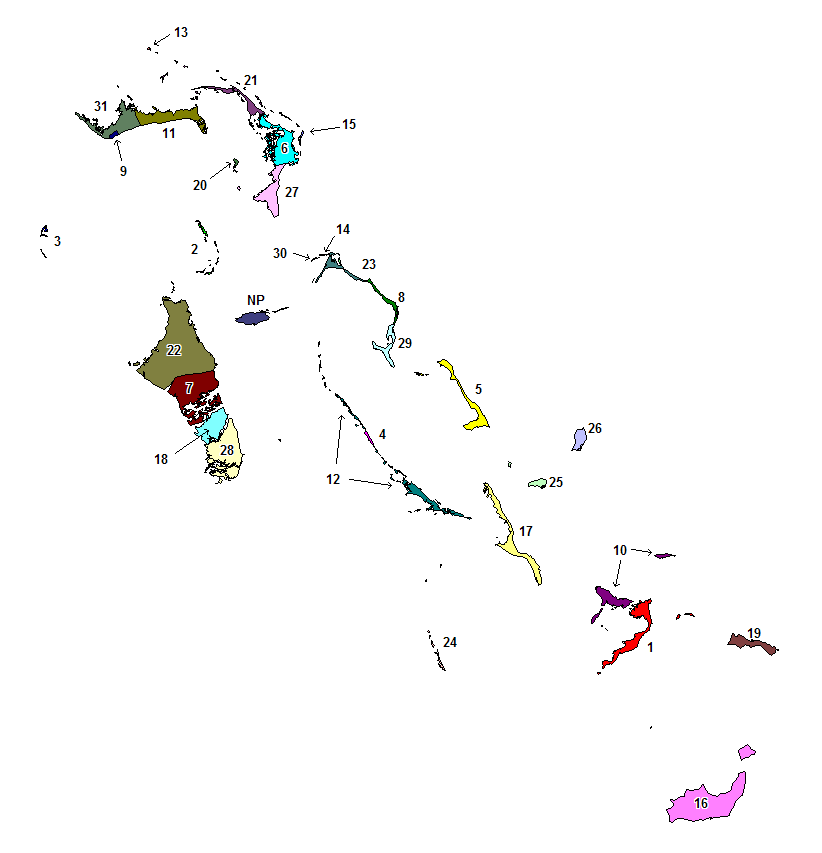
Карта районов Багамских островов

Фрипорт — один из 32 районов Багамских островов. На карте он обозначен номером 9. Административный центр Района — город Фрипорт (англ. Freeport). Площадь района — 558 км². Население — 26 910 человек (2010).

## Зона свободной торговли
Портовое управление Большого Багамы (англ. Grand Bahama Port Authority — GBPA) управляет зоной свободной торговли в соответствии с договором Хоуксбилл-Крик (англ. Hawksbill Creek Agreement, подписанном в августе 1955 года, по которому правительство Багамских Островов согласилось, что предприятия в зоне свободной торговли Фрипорта не будут платить налоги до 2054 года. Площадь предоставленных земельных участков возросла до 558 км² (138 тыс. акров).
В гавань Фрипорта могут заходить даже самые крупные суда, она располагает морским вокзалом для круизных судов, контейнерным портом и верфями для яхт и судов. Международный аэропорт Большого Багамы ежегодно обслуживает почти 50 тысяч авиарейсов.

## Туризм
Туризм наряду с торговлей является источником доходов бюджета города, ежегодно привлекая свыше миллиона туристов. Большая часть туристической отрасли базируется в прибрежном пригороде Лукайя (Lucaya), имя которого (но только имя) происходит от доколумбовых обитателей острова — лукаянов. Город часто рекламируется как 'Фрипорт / Лукайя'.

## Города-побратимы
Фрипорт состоит в дружеских взаимоотношениях со следующими городами-побратимами:
| Город              | Страна | Дата | Ссылка |
| ------------------ | ------ | ---- | ------ |
| Ньюарк, Нью-Джерси | США    |      |        |

## Известные уроженцы и жители
- Тина Вайсман (1965—2005) — американская актриса.
- Себастьян Бах — экс-вокалист рок-группы Skid Row (1987-1996, с 1996 года ведёт сольную карьеру).